# Cybaeus okayamaensis
Cybaeus okayamaensis är en spindelart som beskrevs av Yoh Ihara 1993. Cybaeus okayamaensis ingår i släktet Cybaeus och familjen vattenspindlar. Inga underarter finns listade i Catalogue of Life.